# Maison des Vallenet
La maison des Vallenet est située à Aubusson, dans le département de la Creuse, en région Nouvelle-Aquitaine.

## Histoire
À Aubusson, dans la rue Grande, face à la place de la Libération, la maison dite des Vallenet tire son nom d'une famille noble — de noblesse d'extraction — de la Marche, installée dans cette province depuis le XIVe siècle. La construction de cette maison a été en partie réalisée par des membres de cette famille, à partir de la fin du XVe siècle.
| « La famille Vallenet était originaire d'Étampes et comptait dans ses rangs des consuls d'Aubusson, des militaires (dont certains furent au service de la république de Venise), des religieux, des seigneurs ainsi qu'un grand nombre de tapissiers d'Aubusson. Par leur aïeule Marie de Saint-Julien de Peyrudette qui aurait eu, dit-on, au début du XVIIe siècle, une vingtaine d'enfants, les Vallenet aubussonnais avaient aussi des origines à Bellegarde-en-Marche, ville dans laquelle des tapisseries étaient également fabriquées. C'est une petite-fille de Marie de Saint-Julien de Peyrudette, Louise Vallenet, qui vend la maison des Vallenet, en 1690. On trouvait encore à Aubusson, au XIXe siècle, quelques Vallenet commerçants, hommes de loi ou tapissiers […]. »[réf. nécessaire] |

Plusieurs parties de la maison des Vallenet ont été réalisées au XVIe siècle, puis au XVIIe siècle, partiellement avec des matériaux récupérés après la destruction, commanditée en 1632 par Richelieu, du château dit le Chapitre. Les derniers travaux notables sur cette maison seront effectués au XVIIIe siècle. Une fontaine, dite fontaine des Vallenet, est située immédiatement devant la maison. Cette fontaine à bassin polygonal porte les armes de la ville et celles de la famille des vicomtes d'Aubusson.

## Descriptions
Les Vallenet et leur maison, vus par Gilles Rossignol :
« Une promenade à pied dans Aubusson s'impose. La Grande-Rue, l'artère commerçante, est encore bordée par des maisons anciennes. On remarquera notamment la maison des Vallenet (XVIe siècle), avec une tourelle à pans et d'élégantes fenêtres, devant laquelle s'élève une belle fontaine (1718). La famille de Vallenet est étroitement liée à l'histoire d'Aubusson : il s'agit de marchands, connus au tout début du XVIe siècle, dont la fortune était évidemment liée à la tapisserie et qui contractèrent des alliances avec la noblesse régionale. Un Vallenet fut consul d'Aubusson en 1521, un autre fut capitaine du château en 1577 — un duel avec Annet de la Roche-Aymon, seigneur de Saint-Maixant, lui fut fatal. »
La maison des Vallenet, vue par l'historien aubussonnais Cyprien Pérathon :
« L'hôtel […] forme deux corps de logis à deux étages, attenant ensemble et assez exactement orientés. Le côté nord, le plus étroit, avec deux fenêtres seulement à chaque étage, est parallèle à la Grande Rue […]. Le côté couchant est la partie la plus remarquable de l'édifice. Au centre, fait saillie la tour de l'escalier de forme hexagonale […]. La porte à arc surbaissé et la toiture en poivrière donnent à cette tour un aspect à la fois civil et militaire très pittoresque. À l'angle et au midi, est une tourelle moins élevée avec un toit en forme de dôme […]. La fontaine voisine […] porte la date de 1718, et elle contribue à former, avec la maison des Vallenet, un ensemble très décoratif. »

## Protection
La maison des Vallenet bénéficie d'une double inscription au titre des monuments historiques : une première fois, le 15 juin 1926, pour la tour d'escalier et une seconde fois, le 14 avril 1930, pour les façades et toitures de la maison.

## Photothèque

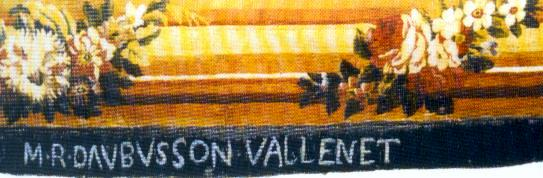
Tapisserie, ateliers Vallenet.

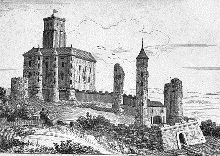
Le Chapitre, vers 1632.

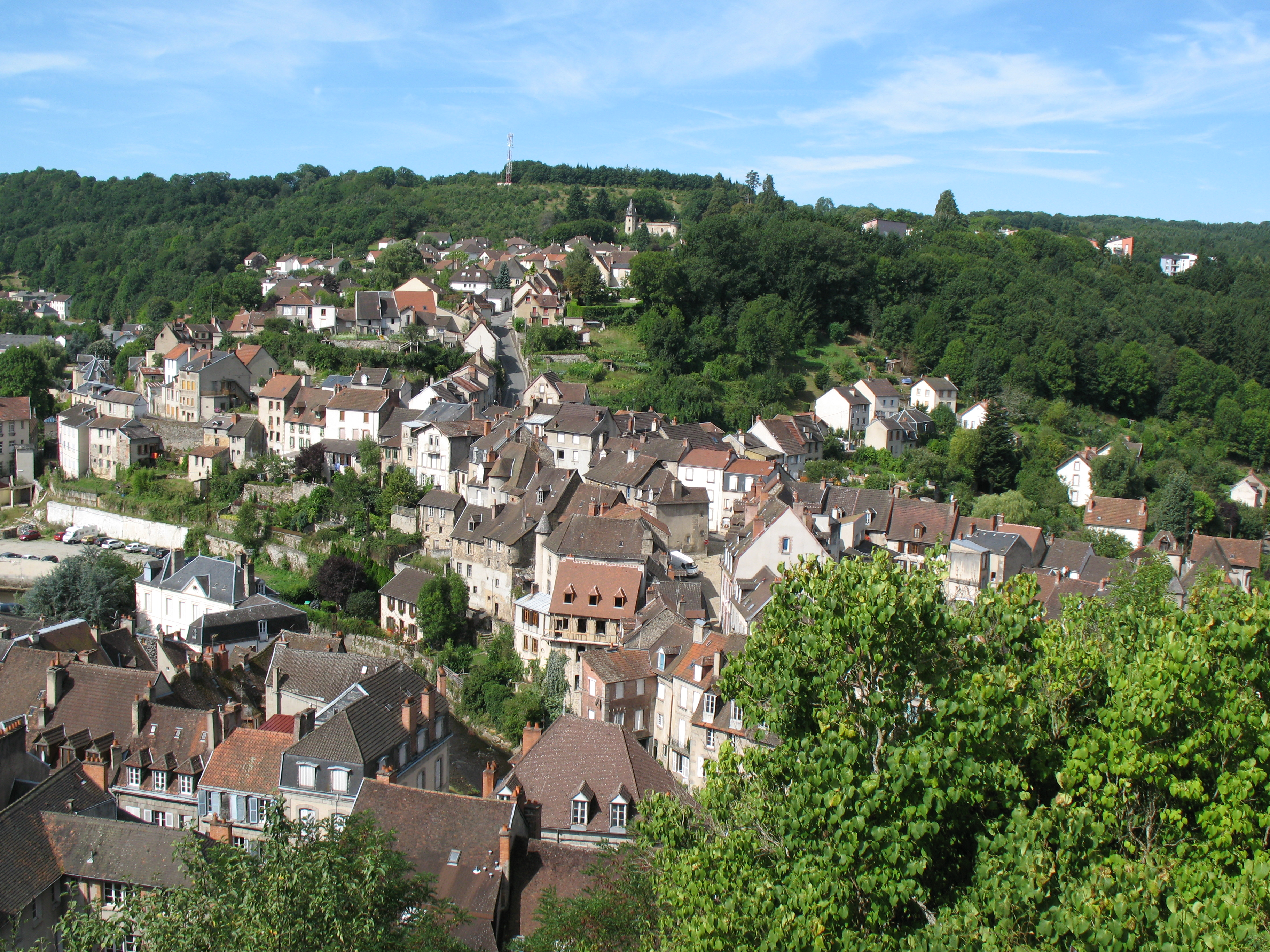
Aubusson.
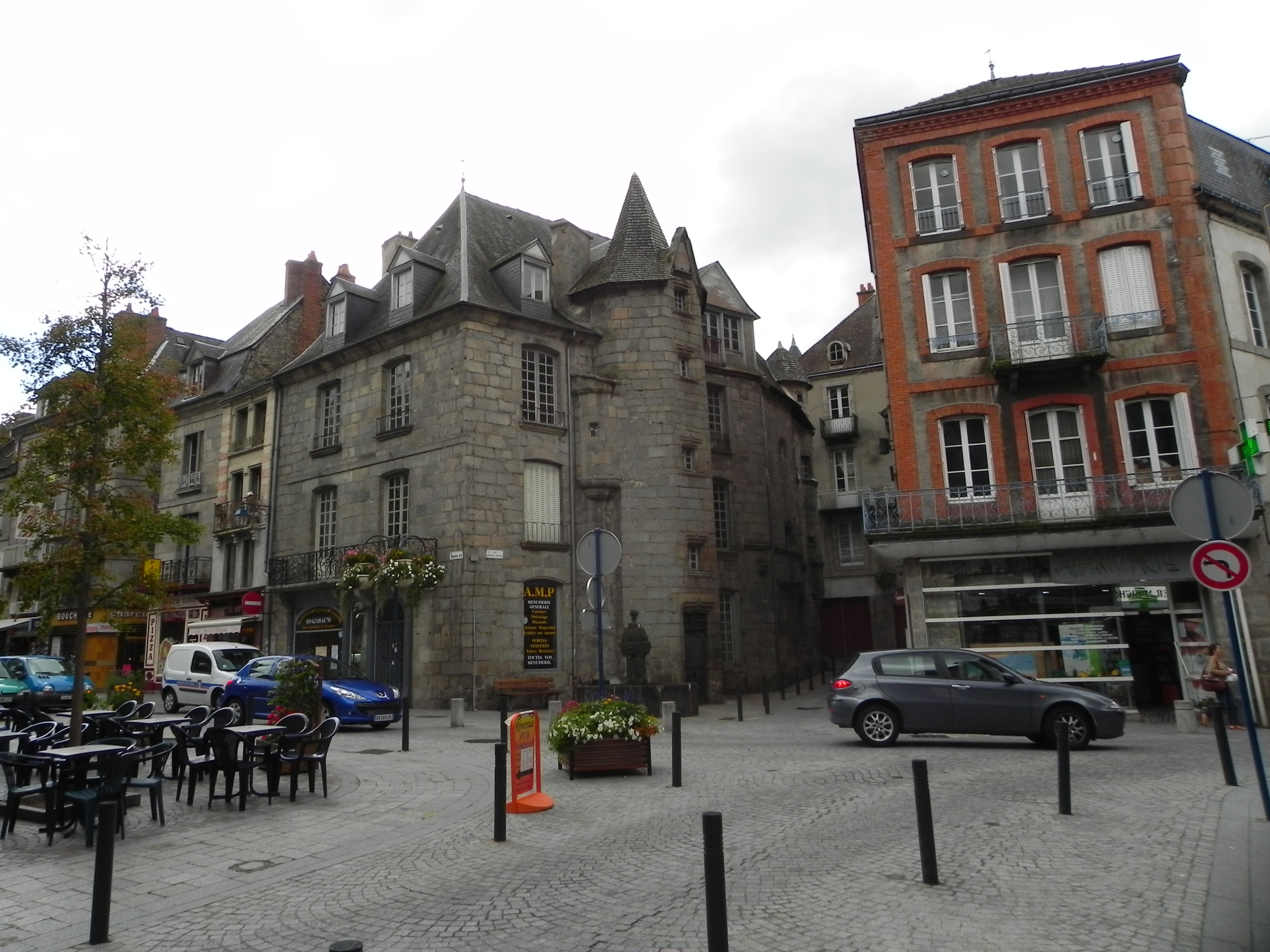
Aubusson.
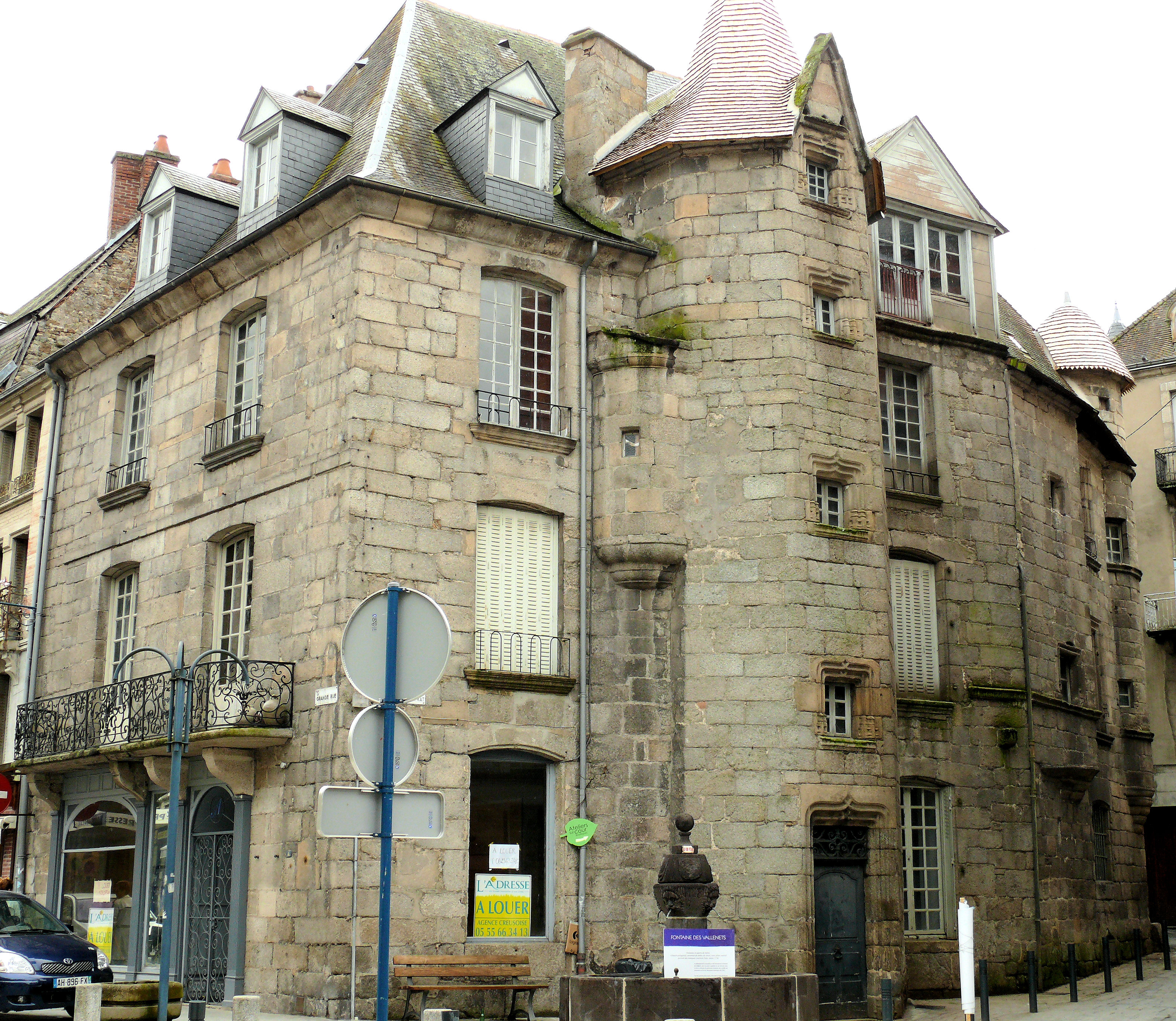
La maison des Vallenet.
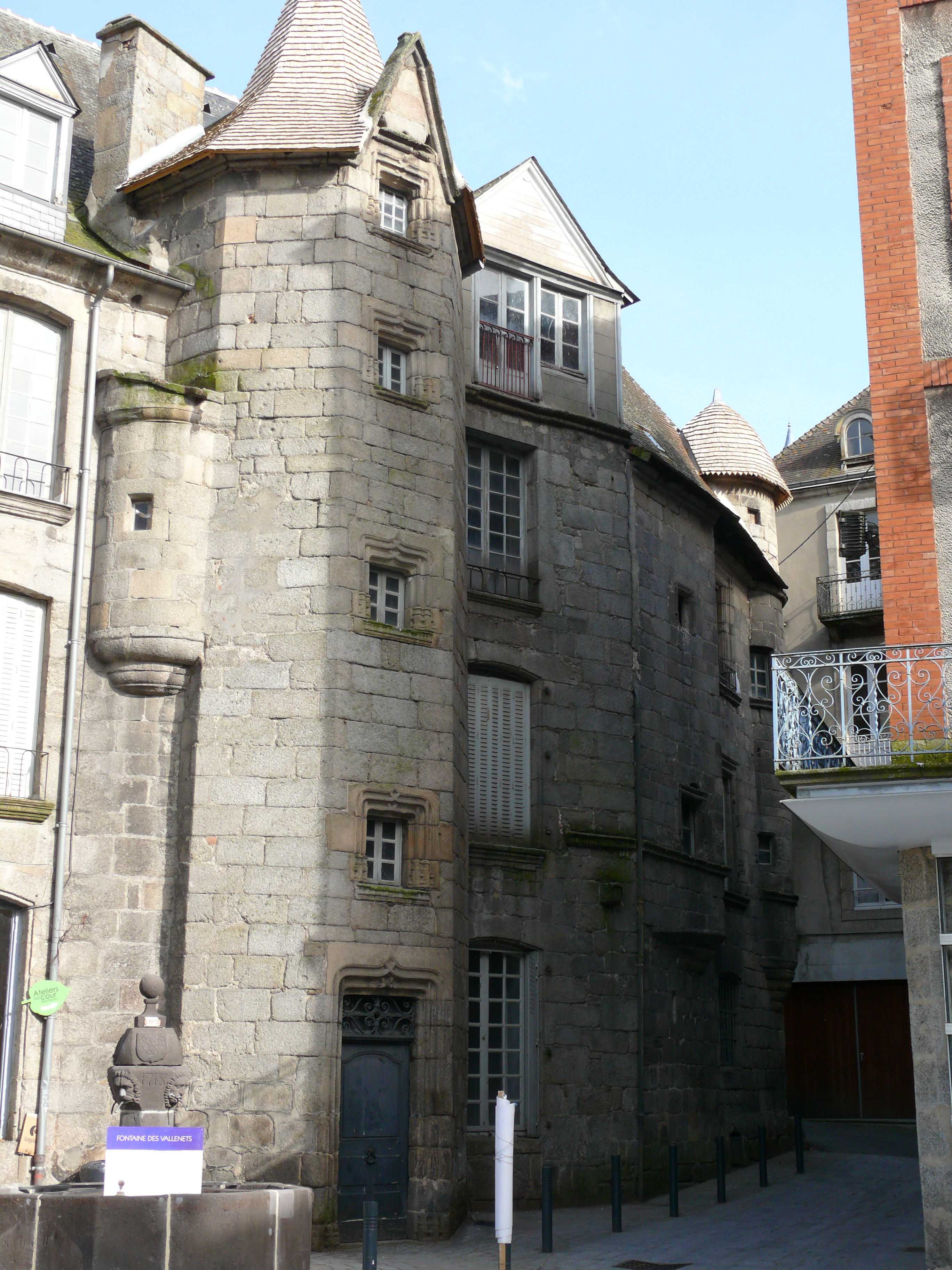
La maison des Vallenet.
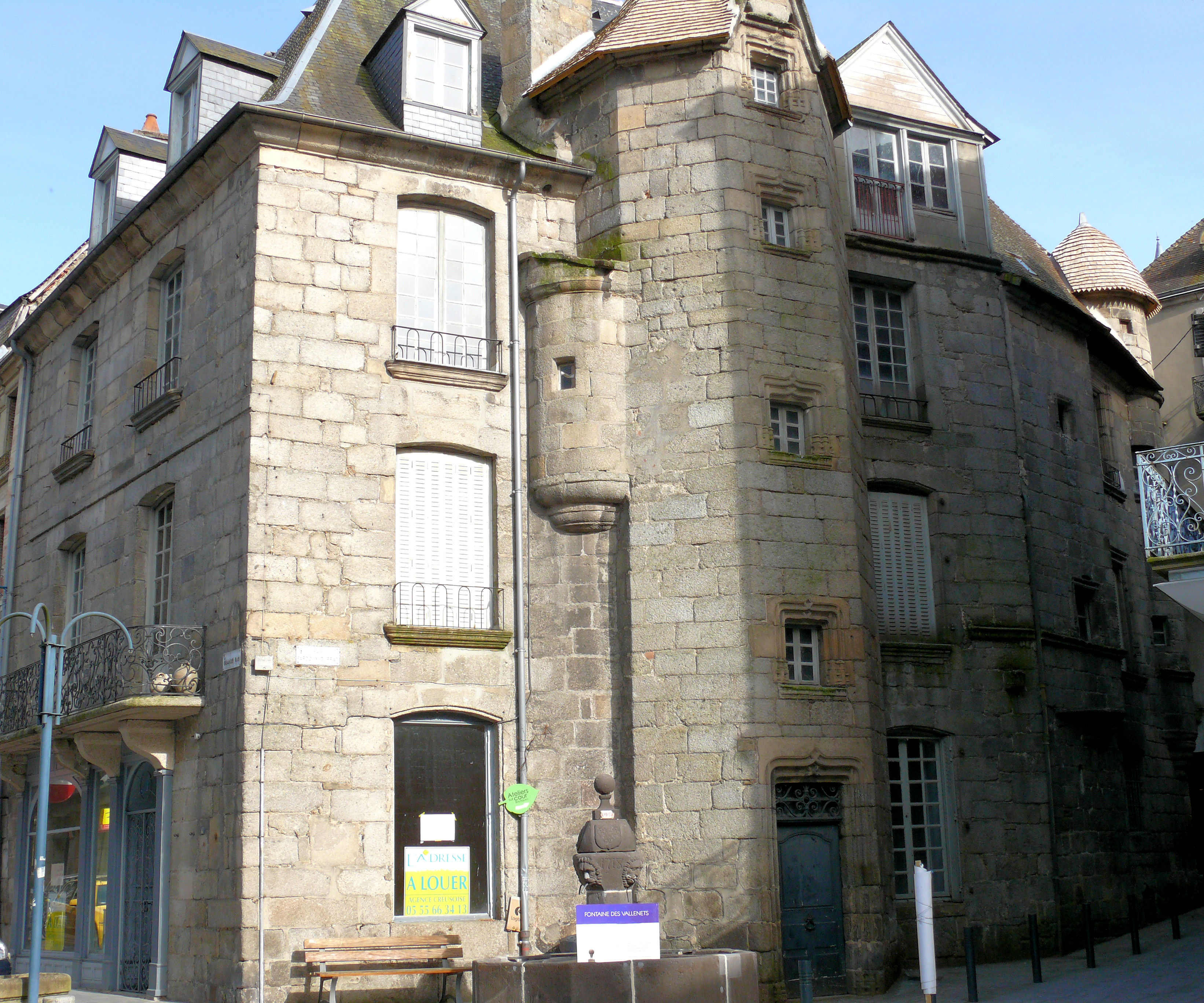
La maison des Vallenet.
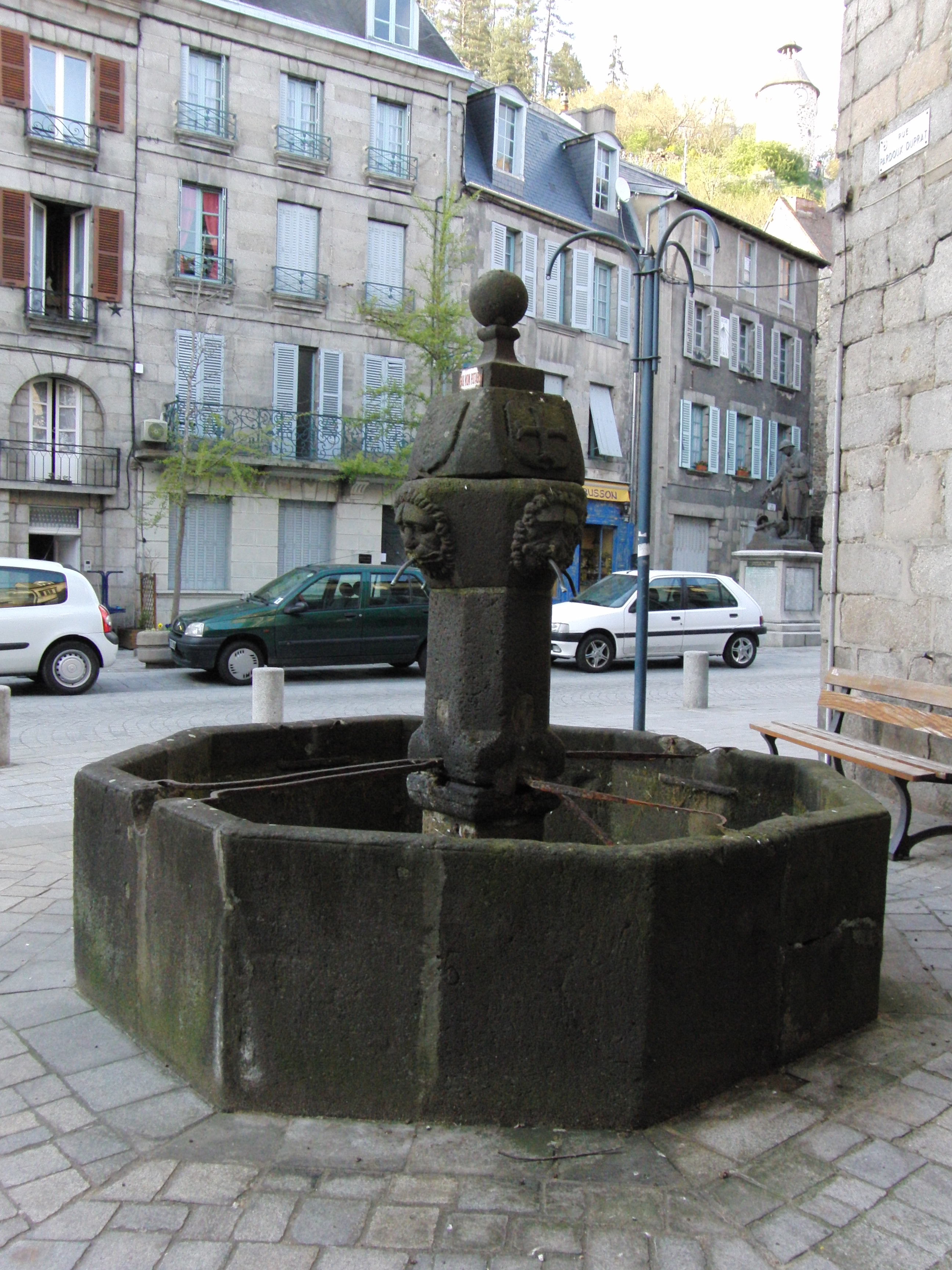
La fontaine des Vallenet.
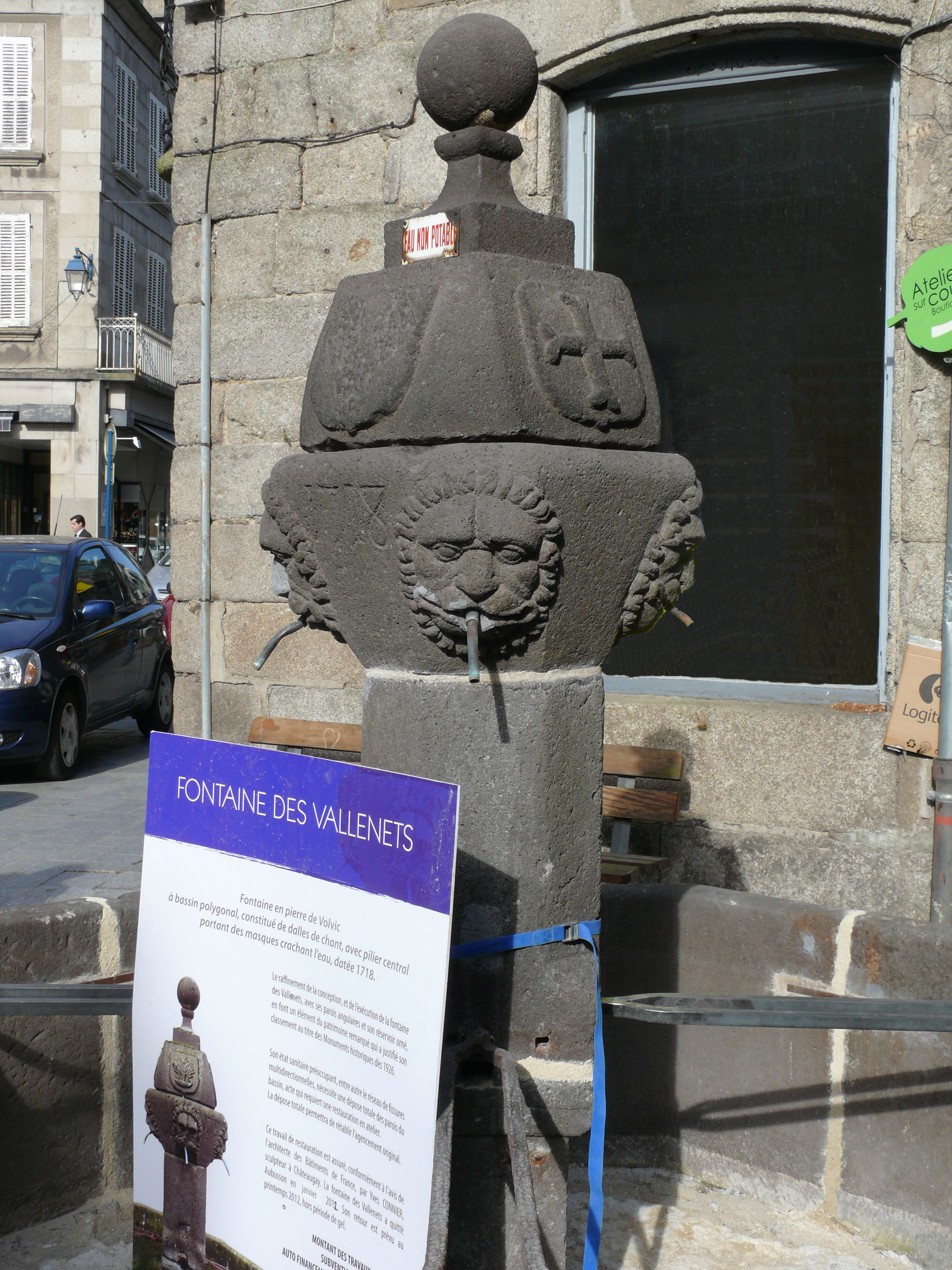
La fontaine des Vallenet.
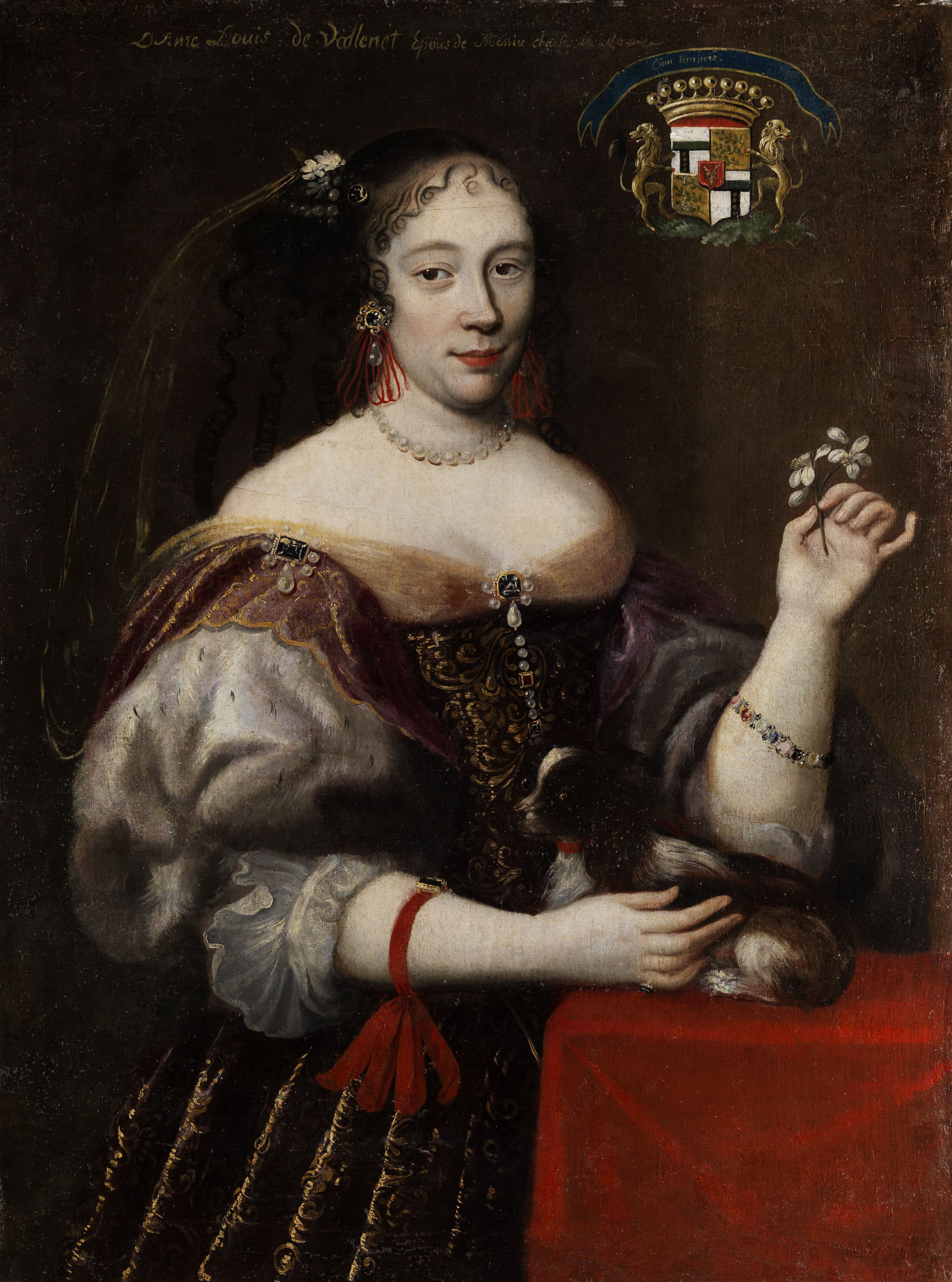
Louise Vallenet.